# Sarai (obwód riazański)
Sarai (ros. Сараи) – osiedle w Rosji, w obwodzie riazańskim, ośrodek administracyjny rejonu sarajewskiego. W 2010 liczyło 5802 mieszkańców.

## Urodzeni
- Iwan Chabarow – radziecki wojskowy.